# Фоло, Джованни
Джованни Фоло (итал. Giovanni Folo; 20 апреля 1764, Бассано-дель-Граппа — 7 июля 1836, Рим) — итальянский гравёр на меди, мастер репродукционного офорта и резца, работавший в период неоклассицизма.

## Биография
Джованни Фоло родился в Бассано-дель-Граппа, область Венето, в семье богатого землевладельца, учился в родном городе у Джулио Голлини и в Венеции у живописца Джованни Баттиста Менгарди. В 1781 году переехал в Рим, чтобы учиться гравированию у знаменитого Джованни Вольпато, но позже стал следовать стилю ученика Вольпато Рафаэля Моргена.
Получил известность благодаря гравюрам со знаменитых картин самых знаменитых мастеров, совмещая техники офорта и резца, включая Рафаэля, Микеланджело, Тициана, Никола Пуссена, Бертеля Торвальдсена, Антонио Кановы и других. Был членом Академии Святого Луки в Риме; скончался в этом же городе. В 1836 году, незадолго до смерти, был избран в Национальную академию дизайна в Нью-Йорке в качестве почётного члена.
Согласно оценке ЭСБЕ, «работал очень красивым и систематичным приёмом резца, отлично передавая характер воспроизводимых оригиналов». Его наиболее известные гравюры: «Воскрешение сына Наинской вдовы» по оригиналу А. Карраччи, «Мадонна с канделябрами» по картине Рафаэля, «Обручение Девы Марии», также по произведению Рафаэля, «Святой Себастьян» по оригиналу Гверчино, «Адам и Ева» по Тициану, «Бичевание святого Андрея» по Доменикино, «Мистическое обручение святой Екатерины Александрийской» по картине Корреджо, «Архангел Михаил, побеждающий Сатану» по Г. Рени, «Избиение младенцев» и «Время спасает Истину от посягательств Зависти и Раздора» по оригиналам Никола Пуссена.

## Репродукционные гравюры (офорт, резец) Джованни Фоло
- Архангел, побеждающий Сатану, по Г. Рени
- Диана, разбуженная нимфами, по Б. Нокки
- Святой Себастьян, по Гверчино
- Даная, по Тициану
- Смерть Виргинии, по В. Камуччини